# Сапунари (Арђеш)
Сапунари (рум. Săpunari) насеље је у Румунији у округу Арђеш у општини Морарешти. Oпштина се налази на надморској висини од 505 m.

## Становништво
Према подацима из 2002. године у насељу је живело 395 становника, од којих су сви румунске националности.